# Lista de reis de Hamate
Hamate foi uma cidade da Síria, localizada no vale do rio Orontes, e que, no primeiro milênios a.C. foi a capital de um reino localmente importante. Atualmente é o local da cidade síria Hama.
Alguns de seus reis são mencionados na Bíblia, em documentos assírios ou em estelas erguidas por seus reis.

## Reis e suas Características
- Toí, que estava em conflito com Hadadezer, rei de Zobá, e que enviou seu filho Jorão com embaixador ao rei David quando este derrotou seu rival.[2][3] Edward Lipiński questiona a historicidade deste rei.[4]
- Parita, pai de Urhilina. Este nome, e o nome de seu neto, são hititas-luvianos, indicando que esta foi uma dinastia anatólia.[5]
- Irhulei[2] ou Urhilina,[5] aliado dos hititas, contra o rei assírio Salmanaser III,[Nota 1] conforme inscrição datada de 860 a.C.,[2] durante a grande aliança anti-assíria promovida pelo rei de Aram-Damasco, Benadade II.[5]
- Uratami, filho de Urilina.[5]
- Zacur, fundou uma dinastia aramaica por volta de 807 a.C..[6] Foi cercado por Benadade III, filho de Hazael e dezesseis outros reis, e foi salvo pelos assírios, em 796 a.C.[7] Foi vassalo do rei assírio Adadenirari III (r. 810–783 a.C.), e teve que entregar parte do seu território para outro vassalo, Atarsumqui I de Arpade.[8]
- 773 - 755 a.C. algum rei de nome desconhecido.[9]
- Azriyau, que se revoltou contra Tiglate-Pileser III e foi derrotado em 739 a.C. Seu nome possivelmente inclui Yahu, ou Javé.[10]
- Enillu[2] ou Eni-ilu,[11] pagou tributo a Tiglate-Pileser III em 737 e 732 a.C.[11][Nota 2] Possivelmente colocado pelos assírios no lugar de Azriyau.[11]
- Yau-bi'di, um usurpador, derrotado por Sargão II em 720 a.C., levado à Assíria com sua família e esfolado.[12]

Em 720 a.C., Hamate foi destruída, sua população foi deportada e a região virou uma província assíria, sendo populada com exilados de outras regiões.